# Virginia Slims of Detroit 1983
Virginia Slims of Detroit 1983 — жіночий тенісний турнір, що проходив на закритих кортах з килимовим покриттям Cobo Hall & Arena в Детройті (США). Належав до Світової чемпіонської серії Вірджинії Слімс 1983. Тривав з 3 жовтня до 9 жовтня 1983 року. Восьма сіяна Вірджинія Рузічі здобула титул в одиночному розряді й отримала за це 28 тис. доларів США.

## Фінальна частина

### Одиночний розряд
Вірджинія Рузічі —  Кеті Джордан 4–6, 6–4, 6–2
- Для Рузічі це був 3-й титул за сезон і 24-й — за кар'єру.

### Парний розряд
Кеті Джордан /  Барбара Поттер —  Розмарі Казалс /  Венді Тернбулл 6–4, 6–1
- Для Джордан це був 2-й титул за сезон і 21-й — за кар'єру. Для Поттер це був 3-й титул за сезон і 15-й — за кар'єру.

## Розподіл призових грошей
| Дисципліна       | П       | F       | ПФ     | ЧФ     | 1/8    | 1/16 |
| Одиночний розряд | $28,000 | $14,000 | $7,000 | $3,350 | $1,675 | $825 |